# 293 f.Kr.

## Händelser

### Efter plats

#### Romerska republiken
- Slaget vid Aquilonia utkämpas mellan den Romerska republiken och samniterna nära nuvarande Aquilonia i Kampanien (i södra Italien). Romarna, ledda av konsulerna Lucius Papirius Cursor och Spurius Carvilius Maximus, segrar. Efter slaget flyr samniterna in i staden Aquilonia och till sitt läger. Lägret blir intaget och plundrat av romarna, medan staden så småningom också faller i deras händer, varvid många av de överlevande samniterna blir slaktade under striderna.
- Rom drabbas av pesten. Man tillber och dyrkar Aesculapius i hela området från Epidaurus till Rom i hopp om att bli av med den.

#### Persien
- När en nomadinvasion hotar de östra delarna av riket (det vill säga mellan Kaspiska havet och Aralsjön samt Indiska oceanen) överlämnar Seleukos styret över områdena väster om floden Eufrat till sin son Antiochos. Denne utnämns till medregent och överbefälhavare för dessa territorier.

#### Kina
- Staten Qin, ledd av befälhavaren Bai Qi, vinner en avgörande seger över staterna Wei och Han i slaget vid Yique. Som en del av fredsfördraget tvingas Han och Wei avträda land till Qin.